# Чарлз Гешке
Чарлз Метью «Чак» Гешке (11 вересня 1939, Клівленд, Огайо, США — 16 квітня 2021, Лос-Алтос, Каліфорнія, США) — американський підприємець і інформатик, співзасновник компанії Adobe Inc. (разом з Джоном Варноком; 1982 рік).

## Ранні роки життя та освіта
Чарлз Метью Гешке  народився в Клівленді, штат Огайо, 11 вересня 1939 року. Відвідував середню школу Святого Ігнатія.
Гешке здобув ступінь бакалавра з класичних мов 1962 року та ступінь магістра з математики 1963 року, обидва в університеті Ксав'є. Викладав математику в університеті Джона Керролла від 1963 до 1968 року. 1972 року він, за рекомендацією Вільяма Вульфа, закінчив аспірантуру з інформатики в університеті Карнегі Меллона. Був співавтором книги Вульфа 1975 року «Проєктування оптимізувального компілятора».

## Кар'єра
У жовтні 1972 року Гешке почав працювати в дослідницькому центрі Пало-Альто (PARC) компанії Xerox. Його першим проєктом було створення мейнфрейма. Згодом він працював над мовами програмування та розробляв інструменти, які використовувались для створення робочої станції Xerox Star.
1978 року Гешке заснував при PARC лабораторію дослідження зображень та проводив дослідження в галузі графіки, оптики та обробки зображень. Він найняв Джона Варнока, і вони разом розробили Interpress, мову опису сторінок (МОС), якою можна описувати, такі складні форми, як шрифти. Не зумівши переконати керівництво Xerox у комерційній вартості Interpress, вони залишили Xerox і створили власну компанію.

### Adobe
1982 року Гешке і Варнок у гаражі Варнока заснували Adobe, взявши для компанії назву від річки Адобі (Санта Клара), яка текла позаду будинку Варнока. Interpress з часом перетворилася на PostScript. Її використання на комп'ютерах Apple призвело до створення однієї з перших настільних видавничих систем, що дозволило користувачам створювати документи на персональному комп'ютері та бачити їх на екрані саме такими, якими вони будуть надруковані (процес, відомий як WYSIWYG, абревіатура від What You See Is What You Get — те, що ти бачиш, те й отримуєш). Раніше графічні дизайнери під час розробки мусили переглядати свої роботи в текстовому форматі, аж поки не надрукували або не натиснули «Попередній перегляд друку». Висока якість та швидкість компонування у WYSIWYG породила цілу галузь у сучасній поліграфії та видавничій справі.
Від грудня 1986 року до липня 1994 року Гешке був головним операційним директором Adobe, а від квітня 1989 року до квітня 2000 року — президентом компанії. Гешке звільнився з посади президента Adobe 2000 року, незадовго до того, як його партнер Варнок пішов з посади генерального директора. Від вересня 1997 до 2017 року Гешке також працював співголовою правління Adobe.
2009 року Adobe згадано в рейтингу Forbes 400 Best Big Companies, а 2010 року вона посіла 1069-те місце в списку Forbes Global 2000.

## Викрадення 1992
Вранці 26 травня 1992 року, коли Гешке прибув на роботу в Маунтін-В'ю, Каліфорнія, його викрали зі стоянки Adobe двоє озброєних рушницею чоловіків, Муханнад Альбухарі, 26 років, із Сан-Хосе і Джек Сає, 25 років, із Кемпбелла. Представник ФБР повідомив, що агентство відстежувало телефонні дзвінки викрадачів дружині Гешке з вимогами викупу. Прессекретар додав, що Альбухарі заарештовано після того, як він узяв викуп 650 000 доларів, який дочка Гешке залишила в зазначеному місці. Агент ФБР пояснив, що, «після джентльменської розмови», Альбухарі привів їх у бунгало в Голлістері, де Сає утримував Гешке в заручниках. Гешке звільнили після утримання протягом чотирьох діб. Він також повідомив, що був прикутим. Обох викрадачів засудили до довічного терміну у в'язниці штату.

## Нагороди
1999 року Чарлза Гешке став членом Асоціації обчислювальних машин (ACM).
2002 року він став почесним співробітником Музею комп'ютерної історії за «його досягнення в комерціалізації настільних видавничих систем з Джоном Варноком та за внесок у масштабовані шрифти, комп'ютерну графіку та поліграфію».
У жовтні 2006 року Гешке разом зі співзасновником Джоном Варноком відзначено щорічною медаллю за досягнення AeA, що зробило їх першими розробниками програмного забезпечення, які здобули цю нагороду. 2008 року він здобув Computer Entrepreneur Award від комп'ютерного товариства IEEE. Він також виграв 2008 року Національну медаль за технології та інновації, вручену президентом Бараком Обамою. 15 жовтня 2010 року Товариство Марконі нагородило Гешке та Варнока премією Марконі.
20 травня 2012 року, Гешке виступив з початковою промовою в університеті Джона Керролла в Юніверсіті-Гайтс, штат Огайо, де він був професором математики на початку своєї кар'єри, і його відзначено Почесним ступенем доктора гуманітарних наук.

## Членство
Гешке був членом правління Симфонічного оркестру Сан-Франциско, Національного круглого столу з питань керування церквами, Каліфорнійського клубу Співдружності, Tableau Software, Egan Maritime Foundation, Клубу хлопчиків та дівчаток Нантакета. Він також був членом консультативної ради з інформатики в університеті Карнегі-Меллон.
1995 року його обрано до Національної інженерної академії. 2008 року обрано до Американської академії мистецтв і наук. 2010 року він закінчив роботу на посаді голови опікунської ради університету Сан-Франциско. 2012 року його обрано до Американського філософського товариства.

## Особисте життя
Гешке був католиком і познайомився зі своєю майбутньою дружиною Ненсі «Нан» Макдоа (Nancy «Nan» McDonough) на релігійній конференції з соціальних питань навесні 1961 року. Вони одружилися 1964 року. Обоє були випускниками католицьких установ. 2012 року їм вручено нагороду Святої Єлизавети Ен Сетон від Національної католицької освітньої асоціації (NCEA) за внесок у католицьку освіту.
Мати Гешке була паралегалом суду з питань банкрутства. Батько Гешке і дідусь по батькові працювали фотограверами високого друку. Батько Гешке допомагав у перші дні Adobe, перевіряючи розділення кольорів своєю граверською лупою. Гешке назвав визнання батьком високої якості напівтонових малюнків «чудовим моментом».
Гешке, який довго жив у Лос-Алтосі помер 16 квітня 2021 року у віці 81 року. У нього залишилася дружина, троє дітей та семеро онуків.